# Bernard Sijtsma
Bernard Sijtsma (Amsterdam, 19 september 1938 - Norg, 11 februari 1991) was een Nederlands schrijver.
Sijtsma verhuisde in 1944 met zijn moeder naar Friesland. Hij was actief in de jeugdbeweging van de CPN. Door bemiddeling van Theun de Vries studeerde hij in 1961 aan de Humboldt-Universiteit in Oost-Berlijn. Voor hij schrijver werd werkte hij in het cabaret. Hij woonde in bij de "rode cabaretière" Uut Hulsing en trad op in het Uilenspiegelcabaret van de CPN.
In 1965 schreef hij een brief aan de schrijver Gerard Reve met het verzoek commentaar te geven op de verhalen die hij aanbood aan tijdschriften, maar niet gepubliceerd werden. Uit dit contact ontstond een vriendschap en jarenlange briefwisseling. Over het eerste bezoek in Greonterp schreef Sijtsma het verhaal "Bij de Meester". Reve en Sijtsma hadden een communistische jeugd, een latere afkeer van het communisme, de bekering tot het katholicisme en een homoseksuele gerichtheid gemeen.
Bernard Sijtsma overleed op 52-jarige leeftijd, na een langdurig ziekbed. Op dat moment was hij als schrijver al in de vergetelheid geraakt.

## Werken
- 1971 Bloed onder de nagels (verhalen)
- 1972 Ter wille van wat zachte wangen. 33 teksten (gedichten)
- 1973 Een jongen van buiten (twee novellen)
- 1975 Klein Vaderland (verhalen)
- 1977 In Amsterdam zijn uitgestrekte parken (verhalen)
- 1981 As en regen (verhalen)
- 1981 De navel der aarde (verhalen)
- 1981 Lieve Gerard. Brieven aan Gerard Reve 1965-1980
- 1983 Berlijn is geen Duitsland (roman)
- 2009 Bij de Meester (verhaal, postuum)
- 2011 'Aber gnädige Frau'. Het eerste bezoek aan Gerard Reve en andere verhalen (verhalen, postuum)